# Джекі Кері
Дже́кі (Джо́ні) Ке́рі (* 23 лютого 1919, Дублін — † 23 серпня 1995) — ірландський футболіст, капітан «Манчестера» та збірної Ірландії. Універсальний гравець, який зіграв за клуб майже на всіх позиціях (навіть один матч у воротах), окрім місця на правому боці нападу. Найкраще проявив себе як захисник. Вирізнявся вдалим вибором позиції та чистою, коректною грою в обороні. Входить до списку «100 легенд Футбольної ліги».
По завершенні ігрової кар'єри — тренер.

## Біографія
Першим клубом Джекі Кері був «Гоум Фарм» (Home Farm). Улітку 1936 Кері приєднався до «Сент Джеймс Ґейт», команди найвищої ірландської ліги, за яку грав лише кілька місяців. У листопаді 1936 «Манчестер Юнайтед» купив гравця за 250 фунтів (тодішній рекорд для ірландської ліги). Перший матч за «МЮ» зіграв у вересні 1937 проти «Саутгемптона». Дебют у збірній Ірландії відбувся 10 жовтня того ж року, під час матчу проти команди Норвеґії (3:3).
Кар'єру футболіста перервала Друга світова війна. Кері як доброволець воював на Середньому Сході та в Італії, після війни його запросили виступати за збірну Північної Ірландії, а в команді Ірландії зробили капітаном. В 1947 у Глазго зустрілися збірні Британії та Європи і Джекі Кері був капітаном дружини Європи. В 1948 році «Манчестер Юнайтед» переміг у фіналі кубка Англії «Блекпул» (де виступав легендарний Стенлі Меттьюз), а Кері став першим неанглійським капітаном-переможцем кубка. Наступного року Джекі Кері визнали гравцем року-1949. В травні 1953 року Кері завершив кар'єру гравця.

### Тренерська робота
Джекі Кері у сезоні 1957/58 вивів «Блекберн» до першого дивізіону, потім тренував «Евертон» (1958-1961), «Лейтон Оріент», «Ноттінґем Форест» і ще один сезон «Блекберн».
Паралельно з клубною роботою протягом 1955–1967 років працював зі збірною Ірландії.

## Титули та досягнення
- Чемпіон Англії: 1951-52
- Володар Кубка Англії: 1947-48
- Володар Суперкубка Англії: 1952
- Футболіст року за версією АФЖ: 1949